# San Juan (Ilocos Sur)

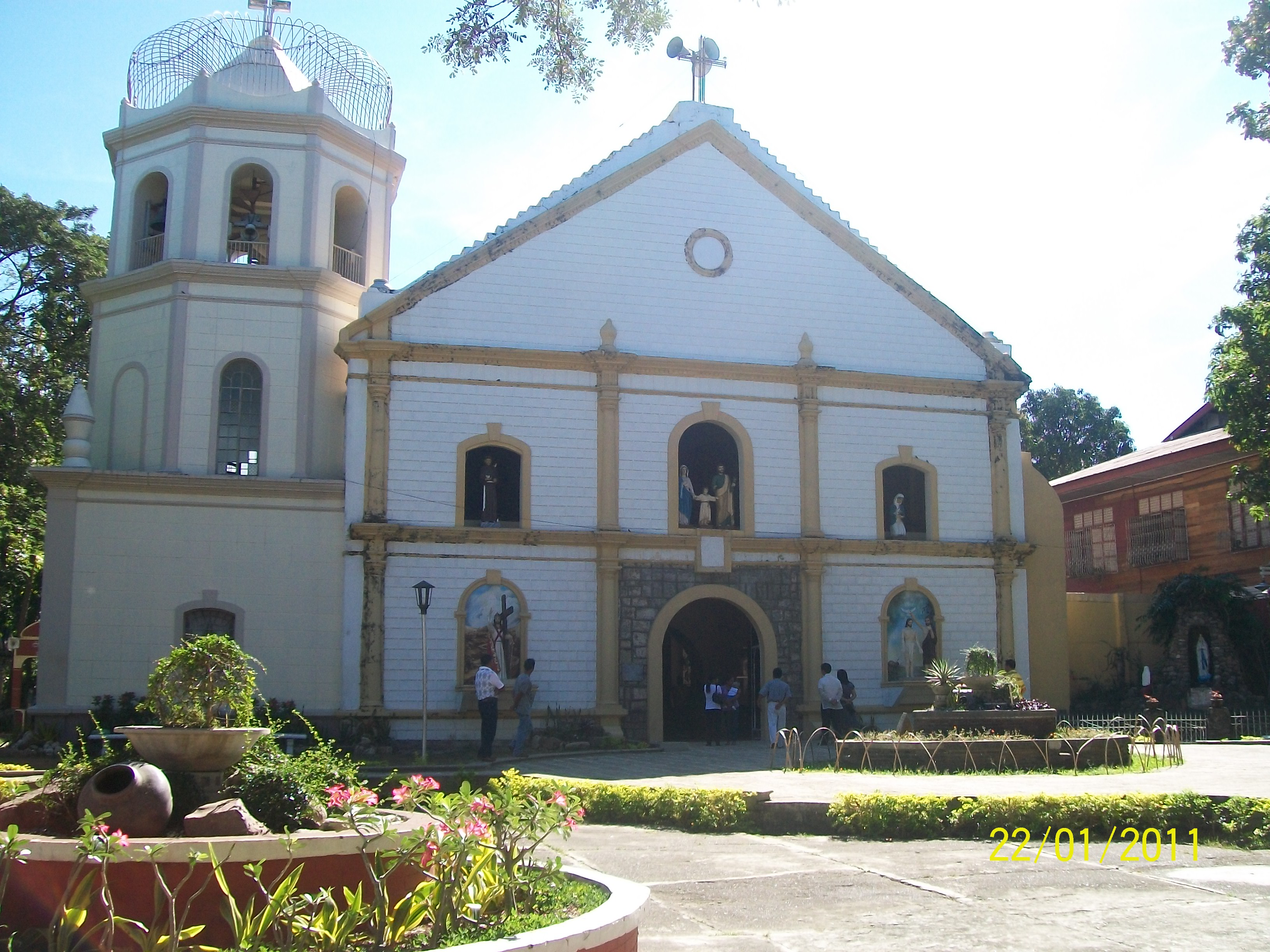

San Juan est une municipalité de 3e classe située dans la province d'Ilocos Sur aux Philippines. Selon le recensement de 2010 elle est peuplée de 25 199 habitants.

## Barangays
San Juan est divisée en 32 barangays.
- Bacsil
- Baliw
- Bannuar (Poblacion)
- Barbar
- Cabanglotan
- Cacandongan
- Camanggaan
- Camindoroan
- Caronoan
- Darao
- Dardarat
- Guimod Norte
- Guimod Sur
- Immayos Norte
- Immayos Sur
- Labnig
- Lapting
- Lira (Poblacion)
- Malamin
- Muraya
- Nagsabaran
- Nagsupotan
- Pandayan (Poblacion)
- Refaro
- Resurreccion (Poblacion)
- Sabangan
- San Isidro
- Saoang
- Solotsolot
- Sunggiam
- Surngit
- Asilang